# ビター・ティアーズ
「ビター・ティアーズ」(Bitter Tears) は、INXSのシングル曲で、アルバム『X (X)』からの、オーストラリアでは3枚目、イギリスでは4枚目のシングルとしてリリースされた。全英シングルチャートでは最高30位となり、期待外れに終わった前作「バイ・マイ・サイド (By My Side)」から挽回した成果を挙げた。このシングルの発売は、後にドキュメンタリー『Live Baby Live』に収められた、バンドによる1991年7月のウェンブリー・スタジアムにおけるコンサート「SummerXS」と同じ時期になった。
この曲は、アンドリュー・ファリスとマイケル・ハッチェンスによってアルバム『X』のためのセッションの中で書かれた。

## B面曲
この曲のシングルのB面曲、ないし、CDの2曲目以降には、アルバム『X』に収録された「フェイス・イン・イーチ・アザー (Faith In Each Other)」のライブ・バージョンや、ギタリスト/サクソフォーン奏者のカーク・ペンギリーが書いて演奏している「ジ・アザー・サイド (The Other Side)」、ギタリスト/キーボード奏者のアンドリュー・ファリスが書いて演奏している「スース・ミー (Soothe Me)」が収録された。また、ピーター・ロリマー (Peter Lorimer) やデイヴィッド・モラレスが手がけたリミックス・バージョンが収められているものもある。

## トラックリスト
UK 7"
1. "Bitter Tears" (LP Version)
2. "Soothe Me"
3. "Bitter Tears" (Lorimer 7" Edit)

UK 12" Single
1. "Bitter Tears" (12" Lorimer Remix)
2. "Disappear" (Morales Remix)
3. "Tears Are Bitter" (Instrumental Club Mix)

UK 12" Special Edition (Wembley Stadium Cover)
1. "Bitter Tears" (Lorimer 12" Mix)
2. "Disappear (Morales 12" Mix)
3. "Soothe Me"

UK CDS
1. "Bitter Tears"
2. "Soothe Me"
3. "Original Sin"
4. "Listen Like Thieves (Extended Remix)"

US Maxi CD
1. "Bitter Tears" (LP Version)
2. "Bitter Tears" (12" Lorimer Remix)
3. "Bitter Tears" (Instrumental)
4. "Disappear" (Alternative 12")
5. "The Other Side"
  - オーストラリア盤CDも同内容[8]

日本 8センチCD
1. "Bitter Tears"
2. "The Other Side"

## チャート
| チャート（1991年）                              | 最高位 |
| ----------------------------------------------- | ------ |
| オーストラリア ARIAシングルチャート             | 36     |
| イギリス 全英シングルチャート                   | 30     |
| アメリカ合衆国 Billboard Hot 100                | 46     |
| アメリカ合衆国 Billboard Mainstream Rock Tracks | 4      |
| アメリカ合衆国 Billboard Modern Rock Tracks     | 6      |

| チャート（1991年）       | 順位 |
| ------------------------ | ---- |
| カナダ Top Singles (RPM) | 99   |